# We Are Ever So Clean
| Recensione | Giudizio |
| ---------- | -------- |
| AllMusic   | [ 2 ]    |

We Are Ever So Clean è il primo album discografico del gruppo rock psichedelico inglese dei Blossom Toes, pubblicato dall'etichetta discografica Marmalade Records nel novembre del 1967.

## Tracce
Lato A
1. Look at Me I'm You – 4:09 (Brian Godding, Giorgio Gomelsky)
2. I'll Be Late for Tea – 2:38 (Brian Godding)
3. The Remarkable Saga of the Frozen Dog – 2:35 (Kevin Westlake)
4. Telegram Tuesday – 2:28 (Brian Godding)
5. Love Is – 2:22 (Brian Godding)
6. What's It For – 2:49 (Jim Cregan)
7. People of the Royal Parks – 2:12 (Kevin Westlake)

Lato B
1. What on Earth – 2:47 (Brian Godding)
2. Mrs. Murphy's Budgerigar – 2:34 (Jim Cregan, Kevin Westlake)
3. I Will Bring You This and That – 2:50 (Brian Godding)
4. Mister Watchmaker – 2:12 (Brian Godding)
5. When the Alarm Clock Rings – 2:15 (Jim Cregan)
6. The Intrepid Ballonist's Handbook, Volume 1 – 2:05 (Jim Cregan)
7. You – 2:37 (Brian Godding)
8. Track for Speedy Freaks (or Instant LP Digest) – 1:18 (Brian Godding, Giorgio Gomelsky, Jim Cregan, Kevin Westlake)

Edizione CD del 2007, pubblicato dalla Sunbeam Records (SBRCD5035)
1. Look at Me I'm You – 3:55 (Brian Godding, Giorgio Gomelsky)
2. I'll Be Late for Tea – 2:42 (Brian Godding)
3. The Remarkable Saga of the Frozen Dog – 3:02 (Kevin Westlake)
4. Telegram Tuesday – 2:37 (Brian Godding)
5. Love Is – 2:41 (Brian Godding)
6. What's It For? – 3:03 (Jim Cregan)
7. People of the Royal Parks – 2:20 (Kevin Westlake)
8. What on Earth – 2:52 (Brian Godding)
9. Mrs. Murphy's Budgerigar – 2:38 (Jim Cregan, Kevin Westlake)
10. I Will Bring You This and That – 2:55 (Brian Godding)
11. Mister Watchmaker – 2:22 (Brian Godding)
12. When the Alarm Clock Rings – 2:26 (Jim Cregan)
13. The Intrepid Ballonist's Handbook, Volume 1 – 2:12 (Jim Cregan)
14. You – 2:45 (Brian Godding)
15. Track for Speedy Freaks (or Instant LP Digest) – 1:29 (Brian Godding, Giorgio Gomelsky, Jim Cregan, Kevin Westlake)
16. Everybody's Talking – 2:34 (Brian Godding) – Bonus Track - LP Out-Take
17. Look at Me I'm You – 3:49 (Brian Godding, Giorgio Gomelsky) – Bonus Track - Instrumental Track
18. I'll Be Late for Tea – 2:30 (Brian Godding) – Bonus Track - Instrumental Track
19. Mister Watchmaker – 3:10 (Brian Godding) – Bonus Track - Live
20. I'll Be Your Baby Tonight – 3:24 (Bob Dylan) – Bonus Track - 45 A-Side
21. Jim Cregan Interview – 0:59 – Bonus
22. Love Is – 3:02 (Brian Godding) – Bonus Track - Live
23. Collects Little Girls – 4:05 (Brian Godding) – Bonus Track - Demo
24. Hometime – 3:45 (Brian Godding) – Bonus Track - Demo
25. Looking Up I'm Looking Back – 3:03 (Brian Godding) – Bonus Track - Demo

## Formazione
- Big Brian Known as Scarlet (Brian Belshaw) - basso, voce
- Little Brian Known as Wellington (Brian Godding) - chitarra, tastiere, voce
- Jim Known as Bartholomew (Jim Cregan) - chitarra, voce
- Kevin Known as Plod (Kevin Westlake) - batteria
- Poli Palmer - percussioni, vibrafono (brani bonus CD: #22, #23, #24 e #25)

Note aggiuntive
- Giorgio Gomelsky - produttore
- Brani LP e CD (dal #1 al #18) registrati al Chappell Studios di Londra (Inghilterra) nel 1967
- John Timperley - ingegnere delle registrazioni
- David Whittaker - orchestrazione[4]